# Българо-латински войни
Българо-латинските войни са серия от конфликти между Втората българска държава и Латинската империя, която е създадена по време на Четвъртия кръстоносен поход през 1204 година. Войните са водени в началото на 13 век.
Началните експанзионистични стремежи на Латинската империя са разбити само година след основаването ѝ в битката при Одрин, където нейният император Балдуин I е пленен и повечето от рицарите са избити. След тази критична загуба Латинската империя трябва да се защитава от България и държавите наследили, Византийската империя - Никейската империя в Мала Азия и Епирското деспотство на Балканите. Съперничеството между трите държава отлага края на Латинската империя, който идва през 1261 година.

## Основаване на Латинската империя
На 13 април 1204 година кръстоносците превземат Константинопол, с което поставят началото на Латинската империя. Техният водач граф Балдуин Фландърски е коронован за император в Света София под името Балдуин I. Според договора от март 1204 година, той получава четвърт от Византийската империя, а останалото е разделено между венецианците и кръстоносците. Императорът получава земи в Мала Азия, както и Константинопол, и тънка ивица суша по черноморското крайбрежие, и няколко други градове на Балканите. Венецианците вземат най-плодородната част от византийска Тракия, включително Адрианопол (Одрин), Родосто, Аркадиопол, повечето от Пелопонес, части от Епир и Тесалия, както и много острови. Техният дож приема титлата quartae partis et dimidiae totius imperii Romaniae dominator или „Господар на четвърти и половина част от цялата Римска империя“. Кръстоносците получават други земи в бившата Византийска империя и създават Солунското кралство с Бонифаций Монфератски като крал.

## Българската намеса
Българите предлагат съюз на кръстоносците срещу Византийската империя, но предложението им е отхвърлено високомерно, като Латинската империя заявява намеренията си да завладее всички земи на Византия, включително и територии, управлявани от българския цар Калоян. Неизбежният конфликт е ускорен от византийската аристокрация в Тракия, която въстава срещу латинското управление през 1205 година и извиква българите на помощ, в замяна на своето подчинение пред тях.

## Кампаниите на Калоян
След като Балдуин I решава да върне властта си във въстаналите градове, той обсажда Адрианопол и, с думите на хрониста на кръстоносците Вилардуен, "Йоаница, Крал на Влахия дойде на помощ на Адрианопол с много голямо множество; със себе си доведе власи и българи и четиринадесет хиляди кумани, които никога не са били покръствани" (Villehardouin, 92). На 14 април 1205 година куманите успяват да увлекат в преследване тежката кавалерия на Латинската империя и тя попада в засада в блатата на север от Адрианопол, а българите нанасят съкрушителна победа над кръстоносната армия. Балдуин I е пленен, граф Луи I Блоа е убит, а венецианският дожа Енрико Дандоло повежда оцелелите останки от рицарската армия в бързо бягство към Константинопол, по време на което умира от изтощение. Балдуин е затворен в столицата Търново, докато умира или е екзекутиран в края на 1205 година. През 1205 година Калоян завладява Сяр и Филипополис (Пловдив), опустошавайки голяма част от територията на Латинската империя в Тракия и Македония.
На 31 януари 1206 година българите побеждават латинците отново в Тракия и по-късно започват обсада на Дидимотейкон. Българите нееднократно опустошават Тракия, включително важни градове като Хераклея и Чорлу и евакуират други градове като Родосто (Текирдаг). В миналото българския цар Калоян може да оказва ограничен натиск върху аристокрацията, то неговите по-късни кампании включват цялостно прехвърляне на население от превзетите градове до отдалечените райони на България.
Българите обсаждат Адрианопол два пъти, но не успяват да превземат града, поради оттеглянето на куманската конница и напредването на новия латински император, брат на Балдуин Фландърски Хенрих Фландърски. След като превзема крепостта Моняк в Родопите и освобождава Рение дьо Три, който е обсаден в Естанимек, император Хенрих продължава на север и превзема крепостта Берое. От там латините напредват през Змеевския проход и превземат крепостта Крън, която контролира пътя между Търново и Пловдив. Минавайки по подбалканския път, кръстоносната войска презема последователно Авли (с. Ново Село, Сливенско), Айтос, Терми (Айтоски минерални бани), Анхиало (Поморие) и по крайбрежния път през Ахтопол се завръщат в Константинопол. През 1207 година българите сключват антилатински съюз с никейския император Теодор I Ласкарис. През същата година успяват да убият Бонифаций Монфератски (4 септември 1207), латинския управител на Солунското кралство. Търсейки предимство в тази ситуация Калоян напредва с армията и обсажда Солун, но е убит от куманския войвода Манастър в началото на октомври 1207 година. В съгласие с традициите си гръцките жители на града приписват убийството на Калоян на техния покровител Димитър Солунски.

## Кампаниите на Борил
Наследникът на Калоян и негов племенник Борил следва същата политиката на предшественика си Калоян и продължава войната срещу Латинската империя. През 1208 г. българската армия навлиза в Тракия и побеждава рицарите в битката при Боруй. Вдъхновени от победата, българите напредват на юг и на 1 август 1208 година срещат главната латинска армия водена от Анри Фландърски. В битката при Пловдив Борил опитва да приложи същата тактика, която Калоян използва в битката при Адрианопол – да примами с леката кавалерия тежковъоръжените рицари в засада. Рицарите не допускат повторно подобна грешка и вместо това правят капан, като атакуват личното отделение на царя.Борил е победен, но продължава кампанията си срещу Латинската империя. През 1211 г. Борил подновява войната и подкрепян от брат си - севастократор Стрез напада Солунското кралство. Обединдните войски на кръстоносците и тези на деспот Алексий Слав обаче вземат инициативата в свои ръце и настъпват към Просек. Двете войски се срещат в Битолското поле (Пелагония), където българите са разбити. През есента на същата година начело на голяма войска Борил отново атакува Солунското кралство. По пътя си той обсажда резиденцията на Алексий Слав – Мелник, и успява да я превземе. По-късно обаче обединените сили на латинците - Йосташ Фландърски, херцог Бертолд и деспот Алексий Слав успяват да нанесат тежко поражение на българите. След това ново поражение настъпва обрат в отношенията между Българското царство и Латинската империя, като е сключен мир, скрепен с династичен брак между Хенрих Фландърски и Мария, доведена дъщеря на Борил. През 1214 г. по инициатива на Борил е изградена мощна анти-сръбска коалиция. В нея влезли Латинската империя, Стрез и епирският деспот Михаил I Комнин Дука Ангел. Коалицията предприема военни действия срещу сръбския владетел Стефан Първовенчани и обсажда Ниш. Една нощ обаче в лагера на съюзната войска, настъпва суматоха, а българите нападат латинците и започва междуособен бой, с който пропада предначертаният план за атака. През 1215 г. император Хенри Фландърски продължава войната със Сърбия в съюз с унгарския крал Андраш II

## Обсада на Константинопол (1235)
До 1231 година латинските регенти приключват преговорите с Жан дьо Бриен, бивш крал на Йерусалим, който е поканен като пазител на Константинополи и съимператор на Балдуин II. Това действие води до скъсване на съюза между България и Латинската империя и създаването на друг съюз между България и Никейската империя. Владетелят на Никея Йоан III Дука Ватаций търси съюз с българите, за да бъде по-успешна борбата му с латинците и окончателното им прогонване от Тракия. Към такъв съюз се стреми и Иван Асен II, тъй като се надява той да му донесе нови териториални придобивки. Преговорите завършват успешно и през 1235 г. в град Галиполи между двамата владетели е сключена спогодба, скрепена с брак между дъщерята на Иван Асен II Елена и сина на Ватаций Теодор II Ласкарис. Военните действия започват още същата година, като българските и никейските войски нападат и завладяват Източна Тракия, след което тя е поделена между съюзниците съгласно предварително постигнатото между тях споразумение. Никейците получават Галиполския полуостров и други градове по северозападното крайбрежие на Мраморно море. Българите получават областите, намиращи се на север, т.е. голяма част от Източна и Южна Тракия. След това съюзниците, към които се присъединява и солунският владетел Мануил Комнин и кумански отряди, се отправят към Константинопол и го обсаждат по суша и море. Отбраната на столицата е поверена на Жан дьо Бриен. През 1235 г. херцогът на Наксос Анджело Санудо изпраща флота си за защита на Константинопол. Общата обсада на българите и никейците е неуспешна и те са разбити под стените на града от Жан дьо Бриен. Съюзниците отстъпват през есента поради наближаващата зима. Иван Асен II и Ватаци се договарят да продължат обсадата на следващата година, но тогава българският цар отказва да прати войски. В началото на 1236 г. на помощ на Константинопол пристига и обединена флота на Жофроа II дьо Вилардуен, принц на Ахея, пизански и генуезки кораби, които разбиват никейския флот и деблокират столицата. След неуспешната обасада се сключва мирен договор между 2-те империи за 2 г. Със смъртта на Жан дьо Бриен през 1237 г. българите прекратяват договора си с Ватаци поради това, че има възможност Иван Асен да стане регент на Латинската империя.

## Списък със сраженията
| Битка                    | Дата | Български командир | Латински командир     | Резултат         |
| ------------------------ | ---- | ------------------ | --------------------- | ---------------- |
| Битка при Одрин          | 1205 | Калоян             | Балдуин I Фландърски  | Българска победа |
| Битка при Сяр            | 1205 | Калоян             | Хенри I               | Българска победа |
| Битка при Русион         | 1206 | Калоян             | Тиери дьо Термонд     | Българска победа |
| Битка при Родосто        | 1206 | Калоян             | Хенри I               | Българска победа |
| Битка при Месинопол      | 1207 | Калоян             | Бонифаций Монфератски | Българска победа |
| Битка при Боруй          | 1207 | Калоян             | Хенри I               | Българска победа |
| Битка при Филипопол      | 1208 | Борил              | Хенри I               | Латинска победа  |
| Обсада на Константинопол | 1235 | Иван Асен II       | Жан дьо Бриен         | Латинска победа  |